# Linearer Energietransfer
Der lineare Energietransfer (LET, englisch linear energy transfer) ist ein Begriff aus der Dosimetrie und ist ein Maß für die Wirkung von Strahlung. Er beschreibt, wie viel Energie ein ionisierendes Teilchen pro Längeneinheit an das durchdrungene Material abgibt und wird gewöhnlich in Kiloelektronenvolt pro Mikrometer angegeben. Der lineare Energietransfer ist ein indirektes Maß für die Zahl der Ionisationen pro Wegstrecke und beschreibt insbesondere die Wirkung der Strahlung auf biologisches Material.

## Beschreibung
Der lineare Energietransfer hängt eng zusammen mit dem Bremsvermögen eines Materials. Während das Bremsvermögen den gesamten Energieverlust des Teilchens pro Wegstrecke {\displaystyle {\text{d}}E/{\text{d}}x} beschreibt, ist der lineare Energietransfer die Energie, die durch Sekundärelektronen an das Material abgegeben wird. Im Unterschied zum Bremsvermögen  ist die berücksichtigte Energieabgabe auf die unmittelbare Umgebung der Teilchenspur beschränkt. Deshalb schließt man Sekundärelektronen  aus, deren Energie größer ist als ein bestimmter Wert Δ, da eine größere Energie auch eine größere Reichweite, und damit eine Energieabgabe weiter entfernt von der ursprünglichen Teilchenspur bedeutet. 
Der lineare Energietransfer (oder das beschränkte lineare elektronische Bremsvermögen) wird daher definiert durch
{\displaystyle L_{\Delta }={\frac {{\text{d}}E_{\Delta }}{{\text{d}}x}}},
wobei {\displaystyle {\text{d}}E_{\Delta }} den Energieverlust durch Stöße mit Elektronen bedeutet, vermindert um die kinetischen Energien aller Sekundärelektronen mit Energie größer Δ. Wenn Δ gegen Unendlich geht, dann gibt es keine Elektronen mit noch größerer Energie, und der lineare Energietransfer wird identisch mit dem linearen elektronischen Bremsvermögen.
Bezogen auf die Dichte von Silizium entsprechen einem LET von ca. 100 MeV·cm2/mg einer Aufladung von ca. 1 pC/µm.

## Gemischte Felder
In gemischten Strahlungsfeldern mit Teilchen unterschiedlicher kinetischer Energie und/oder Masse betrachtet man je nach Fragestellung den dosisgewichteten mittleren LET (engl. dose-averaged LET) oder den fluenzgewichteten mittleren LET (engl. fluence-averaged LET).
{\displaystyle {\text{LET}}_{\mathrm {dosisgewichtet} }={\dfrac {\sum _{{\text{Teilchenart}}=i}\int LET(i,E)D_{\text{i}}(E)\mathrm {\text{d}} E}{\sum _{{\text{Teilchenart}}=i}\int D_{\text{i}}(E)\mathrm {\text{d}} E}}}
{\displaystyle {\text{LET}}_{\mathrm {fluenzgewichtet} }={\frac {\sum _{{\text{Teilchenart}}=i}\int LET(i,E)\Phi _{\text{i}}(E)\mathrm {\text{d}} E}{\sum _{{\text{Teilchenart}}=i}\int \Phi _{\text{i}}(E)\mathrm {\text{d}} E}}}
Dabei sind {\displaystyle D_{\text{i}}(E)} und {\displaystyle \Phi _{\text{i}}(E)} der Energiedosis- bzw. der Fluenzbeitrag aller Teilchen der Sorte {\displaystyle i} mit der kinetischen Energie {\displaystyle E}.